# Патрик Волемарк
Єнс Патрик Волемарк (швед. Jens Patrik Wålemark; нар. 14 жовтня 2001, Гетеборг, Швеція) — шведський футболіст, атакувальний півзахисник польського клубу «Лех» (Познань).

## Ігрова кар'єра

### Клубна
Патрик Волемарк народився у місті Гетеборг і є вихованцем місцевого клубу «Квідінг» з нижчих дивізіонів, де пройшов шлях від юнацьких команд до основи. В кінці 2019 року футболіст підписав контракт з клубом Аллсвенскан «Геккен». У липні 2020 року гравець дебютував у першій команді. У 2021 році разом з клубом Волемарк дійшов до фіналу Кубка Швеції.
У січні 2022 року Волемарк перейшов до складу нідерландського клубу «Феєнорд», разом з яким грав у фіналі Ліги конференцій. 31 серпня 2023 року Патрик на правах оренди перейшов до клубу «Геренвен».
27 серпня 2024 року також на правах оренди швед перейшов до польського клубу «Лех» (Познань). 31 січня 2025 року Волемарк та «Лех» уклали повноцінну угоду.

### Збірна
З 2021 року Патрик Волемарк виступав за молодіжну збірну Швеції. Восени 2022 року футболіст викликався на матчі Ліги націй у складі національної збірної Швеції але залишився у запасі.

## Досягнення
Геккен
- Фіналіст Кубка Швеції: 2020/21

Феєнорд
- Фіналіст Ліги конференцій: 2021/22
- Чемпіон Нідерландів: 2022/23

Лех
- Чемпіон Польщі: 2024/25